# Экюблан
Экюблан (фр. Écublens) — город в кантоне Во (Швейцария), пригород Лозанны. Упоминается впервые в 958/959 году, население по состоянию на конец 2020 года 13,2 тысячи человек. До середины XX века экономика преимущественно сельскохозяйственная, во второй половине XX века население заметно выросло, в городе открылись крупные промышленные предприятия, кампусы Лозаннского университета и Федеральной политехнической школы Лозанны.

## География
Экюблан расположен в кантоне Во, округ Уэст-Лозаннуа. Западный пригород Лозанны. Город состоит из ряда исторических коммун, включая Ле-Мотти (административный и религиозный центр), Бассанж, Ранж, Вийяр, Эпане и Дориньи. На севере граничит с Криссье и Ренаном (граница по трассе Швейцарских федеральных железных дорог), на западе с Бюссиньи, Эшанданом и Данжем (граница по реке Венож), на востоке с Шаванн-пре-Ренаном (граница по проспекту Тир-Федераль и рекам Сорж и Шамберон) и на юге с Сен-Сюльписом (граница по кантональной автостраде № 1 Лозанна-Морж).
Площадь города 5,72 км², высота центра — 403 м над уровнем моря. Рядом с Экюбланом на севере проходит главная национальная автомагистраль A1, а на юге — кантональная автострада.

## История
Первые следы человеческого присутствия на месте современного Экюблана датируются бронзовым и железным веком. На территории района Валер обнаружены три захоронения бронзового века, в этом же районе и Бассанже — многочисленные захоронения, относящиеся к Латенской культуре, а на территории Дориньи — захоронение Гальштатской культуры. Севернее города, в Шато-де-ла-Мотт, обнаружены древнеримские артефакты.
Непосредственно Экюблан упоминается в письменных источниках впервые в 958/959 годах н. э. как villa Escublens и в 964 году как Scubilingis. В X веке территория Экюблана входила в состав Ренана. В период бернской оккупации Во Экюблан был частью бальяжа Лозанна и местом пребывания кастелянского суда. В 1770-е годы Этьен де Луа построил в Дориньи замок. С 1798 года Экюблан входил в округ Морж, с 1803 года — административный центр района. В 1909 году на смену общему совету пришёл коммунальный, были введены партийные выборы.
Большую часть истории Экюблана его экономика опиралась на сельское хозяйство, в том числе виноградарство, однако в 1960-е годы город пережил демографический взрыв: с 1960 по 1970 год население выросло почти втрое, с 2240 до 6380 человек. Помимо жилищного строительства, во второй половине XX века в Экюблане возникли крупные промышленные предприятия: Socsil (1959), Socorex-Isba (1962), Nokia-Maillefer и Sapal (1964), лаборатория A.R.L. (1970), Thévenaz-Leduc и Sirec (1972), а в 1979 году в Экюблане разместилась штаб-квартира филиала концерна Migros в Во. С 1970-х годов Дориньи — место расположения кампусов Лозаннского университета и Федеральной политехнической школы Лозанны.

## Население
По состоянию на конец 2020 года население города составляло около 13,2 тысячи человек.
| 1764 | 1798 | 1850 | 1900 | 1920 | 1930 | 1940 | 1950 | 1960 | 1970 | 1980 | 1990 | 2000 | 2010  | 2020  |
| ---- | ---- | ---- | ---- | ---- | ---- | ---- | ---- | ---- | ---- | ---- | ---- | ---- | ----- | ----- |
| 268  | 413  | 613  | 777  | 1007 | 1010 | 1075 | 1265 | 2159 | 6157 | 7234 | 9292 | 9691 | 11045 | 13164 |